# Decoletaje
El decoletaje designa la fabricación de piezas de revolución (tornillos, ejes, bulones...) mecanizando material en barra o en rollo por arranque de viruta mediante una herramienta de corte y para una fabricación en serie (ya sea en lotes pequeños, medianos o grandes).
El nombre decoletaje proviene del francés "décolletage" y hace referencia a la operación final de corte de la pieza, separándola de la barra. El motivo del nombre está en que el origen del decoletaje hay que buscarlo en la Suiza francófona y es una técnica con gran implantación en Francia y Suiza.

## El torno automático
El decoletaje se lleva a cabo en tornos automáticos. Los tornos automáticos pueden ser controlados por levas o, más recientemente, por control numérico (CNC).
Indistintamente de si hablamos de máquinas controladas por levas o CNC, podemos encontrarnos con tornos de cabezal móvil (el desplazamiento axial lo realiza el cabezal y cuentan con una luneta o cañón de guiado), de cabezal fijo (el desplazamiento axial lo realizan las herramientas) o multihusillos (cuentan con varios husillos, generalmente 6 u 8, que mecanizan varias piezas simultáneamente, dividiendo el tiempo de mecanizado).
En decoletaje el rango de diámetros está comprendido entre los 0,1 milímetros y los 38 milímetros aproximadamente. Fuera de este rango de diámetros la forma de trabajo es muy diferente. Las precisiones de las que se hablan llegan a ser de 0,01 milímetros (1 centésima de milímetro) e incluso menos.

## Operaciones típicas en decoletaje
La operación que define el decoletaje es el tronzado o segado de la pieza, que consiste en el corte o separación de la pieza de la barra mediante una herramienta denominada segador.
Previamente se han podido realizar operaciones de cilindrado, taladrado, roscado, fresado, brochado, etc.

## Aplicación
El decoletaje es un sector subcontratista. Sus piezas van siempre a parar a otros sectores entre los que destacan:
- el automóvil

- la conéctica
- la racorería
- implantes/prótesis médicas
- la relojería
- la aeronáutica
- defensa

## Implantación
El decoletaje mundial tiene su epicentro en Asia, siendo Japón y China los mayores productores de piezas de decoletaje.
Alemania, Francia y Suiza son los líderes europeos en decoletaje.